# Dwight McNeil
Dwight James Matthew McNeil (22 de novembre de 1999) és un futbolista professional anglès que juga de mitjapunta o volant pel Burnley FC de la Premier League.